# 水野倫之
水野 倫之（みずの のりゆき、1964年（昭和39年） - ）は、NHKの解説委員。記者出身。専門分野はロケット工学。

## 人物
愛知県名古屋市出身。愛知県立千種高等学校、名古屋大学卒業後、1987年記者として入局。初任地の青森では、原子力船むつや六ヶ所村原子力燃料処理施設の取材を担当した。1999年に起きた東海村臨界事故も取材した。その後、科学文化部や国際部の記者、国際部副部長を経て現職。趣味はテニス、パラグライダー、ゴルフ。大学時代は合唱部に所属し、定期演奏会では指揮者を務めたことがある。宇宙開発担当記者にもなってその取材をしていくうち宇宙への想いが高まって、1度宇宙飛行士になろうと2008年にJAXAに応募したが、不合格となった経験がある。NHK職員によると「人見知りする性格で初対面の人には、つっけんどんな印象を与えてしまう」といわれる。
東北地方太平洋沖地震（東日本大震災）に伴い発生した福島第一原子力発電所事故の解説で、事故発生が明らかになってからNHKニュース7をはじめとする数々の報道番組などに出演し、解説を行った。

## 出演番組
- NHKニュースおはよう日本
- クローズアップ現代
- スタジオパークからこんにちは（暮らしの中のニュース解説）
- NHKニュース7
- ニュースウオッチ9
- 大人ドリル
- 時論公論
- 双方向解説・そこが知りたい!
- ハイビジョンスペシャル 星々に最も近い場所「すばる」宇宙の果てに迫る（2002年8月26日）
- ハイビジョン中継 深海1200メートル 神秘の世界を行く（2002年11月16日）
- 史上初!ハイビジョン生中継 LIVE宇宙ステーション（2006年11月15日）
- 立体生中継・地球LIVE～地球の肺 森と海に迫る危機（2009年5月4日）

## 著書
- 緊急解説！福島第一原発事故と放射線 共著(山崎淑行, 藤原淳登 (NHK)) NHK出版 2011/6/8 ISBN 978-4140883532